# Egon van Kessel
Egon van Kessel (Kerkdriel, 29 augustus 1956) is een Nederlandse ploegleider en voormalig bondscoach en wielrenner. Als bondscoach was hij verantwoordelijk voor de gouden Olympische medaille van Leontien van Moorsel en de eerste wereldtitel op de weg van Marianne Vos. In 2015 en 2016 was hij ploegleider van de Britse wielerploeg Wiggle Honda en vanaf 2018 bij de Nederlandse ploeg BEAT Cycling Club.

## Carrière
Van Kessel was in 1979 prof bij de ploeg Container Repair.
Hij volgde in 2005 Gerrie Knetemann op als bondscoach van de mannen elite en was bondscoach van 2001 tot 2008 van de vrouwen en talenten. Dit laatste was hij eerder al van 1989 tot 1994. Onder zijn leiding werden in totaal 15 medailles op WK's en één gouden Olympische medaille behaald. Hij was ploegleider in 2010 en 2011 van vrouwenploeg Cervélo, in 2012 van opleidingsploeg RusVelo, in 2013 van continentale Cyclingteam De Rijke/Shanks, in 2014 van vrouwenploeg TIBCO To The Top en in 2015 en 2016 weer op het hoogste niveau bij Wiggle Honda.
Na de gouden medaille van Leontien van Moorsel op de Olympische Zomerspelen 2004 kreeg Van Kessel van NOC*NSF de Olympic Coach Award.